# Вплив енергетики на навколишнє середовище

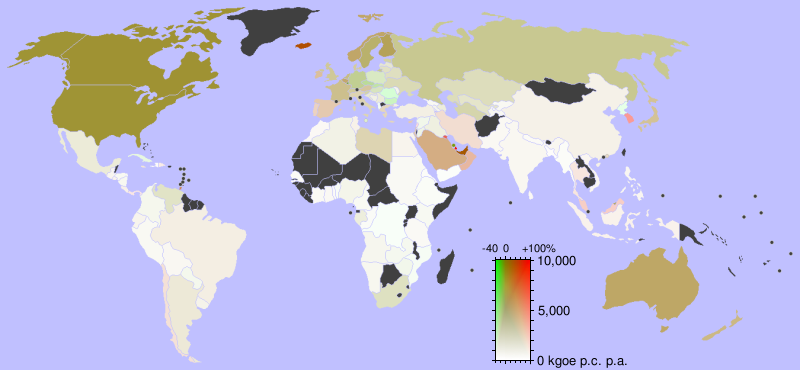
Споживання енергії на душу населення в країні (2001). Червоні відтінки вказують на збільшення, зелені відтінки зменшення споживання протягом 1990-х років.

Вплив енергетичної промисловості на навколишнє середовище є значним, оскільки споживання енергії та природних ресурсів тісно пов’язані між собою. Виробництво, транспортування або споживання енергії впливають на навколишнє середовище. Енергія використовувалася людьми протягом тисячоліть. Спочатку це було з використанням вогню для освітлення, тепла, приготування їжі та для безпеки, і його використання можна простежити щонайменше 1,9 мільйона років назад. В останні роки спостерігається тенденція до збільшення комерціалізації різних відновлюваних джерел енергії. Науковий консенсус щодо деяких основних видів людської діяльності, які сприяють глобальному потеплінню, вважають збільшення концентрації парникових газів, що спричиняє ефект потепління, глобальні зміни поверхні землі, такі як вирубка лісів, для ефекту потепління, підвищення концентрації аерозолів, головним чином для охолоджувального ефекту.

Світове споживання первинної енергії за видами енергії.

Технології, що швидко розвиваються, потенційно можуть досягти переходу від виробництва енергії, управління водою та відходами, а також виробництва харчових продуктів до кращих практик використання навколишнього середовища та енергії за допомогою методів системної екології та промислової екології.

## Зміна клімату

Глобальна середня температура поверхні набори даних від різних наукових організацій показують прогрес і ступінь глобального потепління.

Вплив на потепління (так званий радіаційний вплив) довгоіснуючих парникових газів майже подвоївся за 40 років, причому вуглекислий газ і метан є домінуючими факторами глобального потепління

Набори даних про середню глобальну температуру поверхні, отримані від різних наукових організацій, показують прогрес і масштаби глобального потепління.
Науковий консенсус щодо глобального потепління та зміни клімату полягає в тому, що це спричинено антропогенними викидами парникових газів, більшість яких походить від спалювання викопного палива з вирубкою лісів та деякими сільськогосподарськими методами також є основними факторами. Дослідження 2013 року показало, що дві третини промислових викидів парникових газів пов’язані з виробництвом викопного палива (і цементу) лише дев’яноста компаній у всьому світі (між 1751 і 2010 роками, з половиною викидів з 1986 року).
Хоча заперечення зміни клімату широко розголошується, переважна більшість вчених, які працюють у галузі кліматології, визнають, що це спричинено діяльністю людини. У доповіді IPCC «Зміна клімату 2007: вплив зміни клімату, адаптація та вразливість» передбачає, що зміна клімату призведе до нестачі їжі та води та збільшить ризик повеней, які вплинуть на мільярди людей, особливо тих, хто живе в бідності.
Одне з вимірювань парникових газів та інших зовнішніх порівнянь між джерелами енергії можна знайти в проекті ExternE Інституту Пауля Шеррера та Університету Штутгарта, який фінансується Європейською Комісією. Згідно з цим дослідженням  гідроелектроенергія створює найменші викиди CO2, вітер виробляє другий найменший, ядерна енергія виробляє третій найменший, а сонячна фотоелектрична виробляє четвертий найменший.
Подібним чином те саме дослідження (ExternE, Externalities of Energy), проведене з 1995 по 2005 рік, виявило, що вартість виробництва електроенергії з вугілля чи нафти подвоїться порівняно з поточною вартістю, а вартість виробництва електроенергії з газу зросте на 30% якщо взяти до уваги зовнішні витрати, такі як шкода навколишньому середовищу та здоров’ю людини через викиди твердих частинок у повітрі, оксидів азоту, хрому VI та арсену з цих джерел. У дослідженні було підраховано, що ці зовнішні витрати на викопне паливо становлять до 1–2% від усього валового внутрішнього продукту (ВВП) ЄС, і це було ще до того, як зовнішні витрати на глобальне потепління від цих джерел були навіть включені.  Дослідження також показало, що вартість атомної енергії для навколишнього середовища та охорони здоров’я на одиницю поставленої енергії становила 0,0019 євро/кВт-год, що виявилося нижчим, ніж у багатьох відновлюваних джерел, включно з біомасою та фотоелектричними сонячними панелями. У тридцять разів нижча, ніж вугілля – 0,06 євро/кВт-год, або 6 центів/кВт-год, а джерелом енергії з найнижчими зовнішніми витратами на навколишнє середовище та здоров’я, пов’язаними з цим, є вітрова енергія з ціною 0,0009 євро/кВт-год.